# Liste der Kulturdenkmale in Gräfenthal
In der Liste der Kulturdenkmale in Gräfenthal sind alle Kulturdenkmale der thüringischen Stadt Gräfenthal (Landkreis Saalfeld-Rudolstadt) und ihrer Ortsteile aufgelistet (Stand: 12. Februar 2013).

## Denkmalensemble

### Gräfenthal
| Bild            | Bezeichnung | Lage    | Datierung | Beschreibung | ID |
| --------------- | --- | ------- | --------- | ------------ | -- |
| Fotos hochladen | Denkmalensemble „Marktplatz Gräfenthal“ mit Mündungsbereich der abgehenden Straßen einschl. Bebauung, Straßenbelag und Brunnen | (Karte) |           |              |    |

### Großneundorf
| Bild            | Bezeichnung                                                 | Lage    | Datierung | Beschreibung | ID |
| --------------- | ----------------------------------------------------------- | ------- | --------- | ------------ | -- |
| Fotos hochladen | Denkmalensemble „Kirche mit Friedhof, Pfarrhaus und Schule“ | (Karte) |           |              |    |
| Fotos hochladen | Denkmalensemble „Ortskern (Anger)“                          | (Karte) |           |              |    |

## Einzeldenkmale

### Buchbach
| Bild            | Bezeichnung                                                                                             | Lage    | Datierung | Beschreibung | ID |
| --------------- | --- | ------- | --------- | ------------ | -- |
| Fotos hochladen | Streckenabschnitt des „Thüringer Rennsteigs“ mit Sachteilen                                             | (Karte) |           |              |    |
| Fotos hochladen | Hofanlage                                                                                               | (Karte) |           |              |    |
| Fotos hochladen | Ehemaliges Schuhmacherwerkstatt Gläser mit Quergebäude (ehemalige Tischlerei), Laubengang, alte Scheune | (Karte) |           |              |    |
| Fotos hochladen | Wohnstallhaus                                                                                           | (Karte) |           |              |    |
| Fotos hochladen | Gasthaus „Kalte Küche“ (Ausspanne) (Bestandteil der Sachgesamtheit „Thüringer Rennsteig“)               | (Karte) |           |              |    |

### Creunitz
| Bild            | Bezeichnung | Lage    | Datierung | Beschreibung | ID |
| --------------- | ----------- | ------- | --------- | ------------ | -- |
| Fotos hochladen | Wohnhaus    | (Karte) |           |              |    |

### Gebersdorf
| Bild            | Bezeichnung                       | Lage          | Datierung | Beschreibung | ID |
| --------------- | --------------------------------- | ------------- | --------- | ------------ | -- |
| Fotos hochladen | Wohnhaus mit Scheune und Backhaus | Ortsstraße 33 |           |              |    |

### Gräfenthal
| Bild                           | Bezeichnung                                                                                      | Lage    | Datierung | Beschreibung | ID |
| ------------------------------ | ------------------------------------------------------------------------------------------------ | ------- | --------- | --- | -- |
| Fotos hochladen                | Schule                                                                                           | (Karte) |           | |    |
| Fotos hochladen                | Villa                                                                                            | (Karte) |           | |    |
| weitere Bilder Fotos hochladen | Schloss Wespenstein                                                                              | (Karte) |           | Um 1250 von den Grafen von Orlamünde vermutlich auf dem Grund eines alten ludowingischen Herrensitzes als Zollhaus erbaut, wurde es erstmals 1337 als Hus Greventhal urkundlich erwähnt. |    |
| Fotos hochladen                | Wohnhaus                                                                                         | (Karte) |           | |    |
| Fotos hochladen                | Viadukt                                                                                          | (Karte) |           | |    |
| Fotos hochladen                | Wohnhaus                                                                                         | (Karte) |           | |    |
| Fotos hochladen                | Wohnhaus                                                                                         | (Karte) |           | |    |
| Fotos hochladen                | Wohnhaus                                                                                         | (Karte) |           | |    |
| Fotos hochladen                | Wohnhaus                                                                                         | (Karte) |           | |    |
| Fotos hochladen                | Drahtweberei                                                                                     | (Karte) |           | |    |
| Fotos hochladen                | Wohn- und Geschäftshaus mit Nebengebäuden (Bestandteil Denkmalensemble „Platzbild – Marktplatz“) | (Karte) |           | |    |
| Fotos hochladen                | Wohn- und Geschäftshaus                                                                          | (Karte) |           | |    |
| Fotos hochladen                | Wohn- und Geschäftshaus                                                                          | (Karte) |           | |    |
| Fotos hochladen                | Villa mit Garten, Stützmauern, Einfriedung und Doppelgarage                                      | (Karte) |           | |    |
| weitere Bilder Fotos hochladen | St. Marien (Gräfenthal)                                                                          | (Karte) |           | Kirche mit Ausstattung, Kirchhof mit Einfriedung einschl. historischer Grabsteine |    |
| Fotos hochladen                | Pfarrhaus                                                                                        | (Karte) |           | |    |
| Fotos hochladen                | Direktorenvilla der Porzellanfabrik mit Garten                                                   | (Karte) |           | |    |
| Fotos hochladen                | Büro und Lagergebäude der Porzellanfabrik                                                        | (Karte) |           | |    |
| weitere Bilder Fotos hochladen | Porzellanfabrik Weiß, Kühnert & Co.                                                              | (Karte) |           | |    |
| weitere Bilder Fotos hochladen | Rathaus (Bestandteil Denkmalensemble „Marktplatz Gräfenthal“)                                    | (Karte) |           | |    |
| Fotos hochladen                | Ehemaliges Forsthaus mit Nebengebäuden                                                           | (Karte) |           | |    |
| Fotos hochladen                | Georgstift                                                                                       | (Karte) |           | |    |
| Fotos hochladen                | Wohnhaus                                                                                         | (Karte) |           | |    |
| Fotos hochladen                | Wohn- und Geschäftshaus mit Hofbebauung und Grundstück                                           | (Karte) |           | |    |

### Großneundorf
| Bild                           | Bezeichnung                                 | Lage    | Datierung | Beschreibung                                                                                   | ID |
| ------------------------------ | ------------------------------------------- | ------- | --------- | ---------------------------------------------------------------------------------------------- | -- |
| weitere Bilder Fotos hochladen | Evangelisch-lutherische Kirche Großneundorf | (Karte) |           | Kirche mit Ausstattung/Bestandteil Denkmalensemble „Kirche mit Friedhof, Pfarrhaus und Schule“ |    |

### Lichtenhain b. Gräfenthal
| Bild                           | Bezeichnung                          | Lage              | Datierung | Beschreibung                                           | ID |
| ------------------------------ | ------------------------------------ | ----------------- | --------- | ------------------------------------------------------ | -- |
| weitere Bilder Fotos hochladen | Abschnitt des „Thüringer Rennsteigs“ | Schildwiese-L2659 |           |                                                        |    |
| weitere Bilder Fotos hochladen | St. Sebastian                        | (Karte)           |           | Barockkirche mit Ausstattung, von 1703 bis 1714 erbaut |    |

### Lippelsdorf
| Bild            | Bezeichnung                          | Lage    | Datierung | Beschreibung | ID |
| --------------- | ------------------------------------ | ------- | --------- | --- | -- |
| Fotos hochladen | Porzellanfigurenfabrik Wagner & Apel | (Karte) | 1877      | Im Jahre 1877 wurde in Lippelsdorf eine Porzellanfabrik unter dem Namen „KUCH & Co.“ gegründet. Die Eintragung im Grundbuch lautete „Brennofen in Ortsflur errichtet“. |    |

### Meernach
| Bild            | Bezeichnung   | Lage    | Datierung | Beschreibung | ID |
| --------------- | ------------- | ------- | --------- | ------------ | -- |
| Fotos hochladen | Schneidemühle | (Karte) |           |              |    |

### Sommersdorf
| Bild            | Bezeichnung      | Lage    | Datierung | Beschreibung | ID |
| --------------- | ---------------- | ------- | --------- | ------------ | -- |
| Fotos hochladen | Hofanlage        | (Karte) |           |              |    |
| Fotos hochladen | Eisenbahnviadukt | (Karte) |           |              |    |

## Quelle
- Denkmalliste des Landkreises Saalfeld-Rudolstadt. (PDF; 632 kB) kreis-slf.de